# 3-methylpentaan
3-methylpentaan is een niet-lineair alkaan met als brutoformule C6H14. Het is een kleurloze vloeistof, die onder atmosferische druk kookt bij 63 °C.
3-methylpentaan komt voor in aardolie. Het kan ook bekomen worden door isomerisatie van n-hexaan.

## Isomeren
Doordat deze stof zes koolstofatomen heeft, zijn er ook een aantal isomeren mogelijk:
- 2,2-dimethylbutaan
- 2,3-dimethylbutaan
- 2-methylpentaan
- n-hexaan

## Toepassingen
3-methylpentaan kent toepassingen als oplosmiddel en als reinigingsmiddel. Daarnaast wordt het gebruikt als verdunningsmiddel voor sneldrogende lak, drukinkt en kleefstoffen.